# B-90 Sarow
Die B-90 Sarow (auch Projekt 20120) ist ein Experimental-Unterseeboot, mit dem die russische Marine das Zusammenwirken von dieselelektrischem Antrieb und Nuklearanlagen testen will.

## Vorgeschichte
Das Design für Projekt 20120 wurde bereits seit 1989 im Konstruktionsbüro Rubin in Sankt Petersburg entwickelt. Baubeginn war dann bei der „Krasnoje Sormowo“ in Nischni Nowgorod im selben Jahr, wo auch einige der ersten Atom-U-Boote der sowjetischen Marine gebaut worden waren. Von 1998 bis 2003 wurde der Bau aufgrund von Budgetkürzungen unterbrochen. Später wurde der Rumpf auf Binnenwasserwegen ans Weiße Meer geschafft und die Sarow bei Sewmasch fertiggestellt und am 14. Dezember 2007 aus der Bauhalle gezogen. Es wurde nach der Stadt Sarow benannt.

## Technische Daten
Folgt man den bisher verfügbaren Quellen, ergibt sich folgendes Bild:
- Länge: 72,6 m
- Breite: 9,9 m
- Tiefgang: 7 m
- Verdrängung: 2300/3950 ts
- Tauchtiefe: 300 m
- Geschwindigkeit: 10/17 kn
- Tauchdauer: 45 Tage

## Entwurf
Äußerlich soll der Neubau den U-Booten des Projekts 877 gleichen, mit einer Tauchverdrängung von 3950 ts aber deutlich größer als diese (3050 ts) sein, vermutlich durch Einfügen einer zusätzlichen Rumpfsektion. Die Besonderheit ist aber nicht die Größe, sondern die Antriebsanlage. Erstmals in der Geschichte des U-Boot-Baus werden bei der Sarow dieselelektrischer und Nuklearantrieb kombiniert. So verfügt das neue U-Boot über die von den U-Booten der Kilo-Klasse bekannten, herkömmlichen Dieselmotoren und Batteriebänke. Zusätzlich zu diesen wird Strom aber auch durch eine nukleare Anlage erzeugt.
Folgt man den derzeit zur Sarow kursierenden Mutmaßungen, dann handelt es sich dabei aber offenbar nicht um einen im U-Boot-Bau bisher üblichen Reaktor, bei dem die Hitze des radioaktiven Prozesses Dampf erzeugt, der dann Turbinen antreibt. Genutzt wird vielmehr eine so genannte Radionuklidbatterie (Radioisotope Thermal Generator, RTG). Hier wirkt die durch radioaktiven Zerfall entstehende Temperatur in einem geschlossenen System direkt auf unterschiedliche Metalle, zwischen denen dann elektrische Spannung entsteht (Thermoelektrizität, Seebeck-Effekt). Ein RTG erzeugt direkt Elektrizität und funktioniert damit im Grunde wie eine Batterie. Vorteil ist vor allem die mögliche Miniaturisierung einer solchen Anlage, die einzig die beim radioaktiven Zerfall bestimmter Elemente (Plutonium, Strontium) entstehende Wärme, nicht aber die Kernspaltung üblicher Reaktoren nutzt. An Bord der Sarow kommt ein RTG vom Typ WAU-6 zum Einsatz. Dieser liefert etwa 600 kWh elektrische Energie.
Das Verfahren ist keinesfalls neu. RTGs finden seit Jahrzehnten in der internationalen Raumfahrt Verwendung. Sie liefern die Stromversorgung für Satelliten, die zu weit von der Sonne entfernt sind, um Sonnensegel effektiv nutzen zu können (z. B. die Raumsonden Voyager 1 und Cassini). In der früheren Sowjetunion kamen RTGs auch schon bei der langfristigen Stromversorgung von Seezeichen in abgelegenen, nicht jederzeit erreichbaren Gebieten (Arktis) zum Einsatz – von Umweltschützern heftig kritisiert. Erstmals wird nun aber eine solche Anlage zur Stromerzeugung in einem Kriegsschiff genutzt. Unklar ist, ob Russland damit einen neuen Weg ausschließlich für U-Boot-Antriebe beschreitet, oder in RTG vielleicht sogar einen Weg für einen vollelektrischen Antrieb auch von Überwassereinheiten sieht.

## Berichterstattung
Die Verwaltung der russischen Stadt Sarow hatte am 6. September 2007 versehentlich das Geheimprojekt des neusten russischen U-Bootes auf der offiziellen Internet-Stadtseite preisgegeben. Dort wurde über den Besuch des Kommandanten des U-Bootes Sarow, Sergej Kroschkin, sowie über die Nummer des U-Boot-Projekts 20120 und taktische sowie technische Daten berichtet.
Laut Angaben des Pentagon wurde im November 2016 ein unbemanntes nuklearbetriebenes Wasserfahrzeug aus der Sarow abgelassen. Im Februar 2017 wurde dies durch ein offizielles Video des russischen Verteidigungsministeriums bestätigt.